# فیدور کراوزه

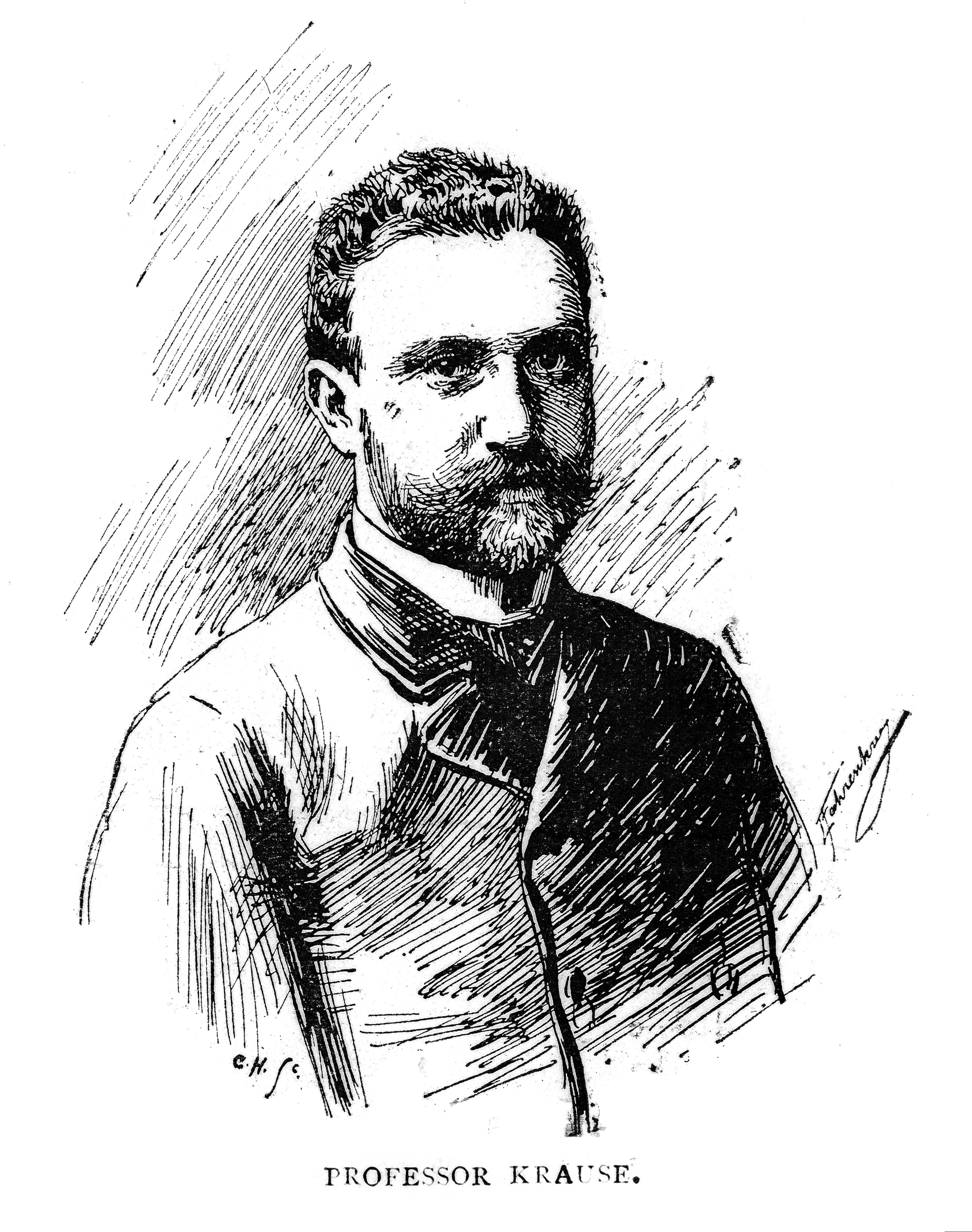
فیدور کراوزه (۱۸۵۷–۱۹۳۷)

فیدور کراوزه (آلمانی: Fedor Krause؛ ‏ ۱۰ مارس ۱۸۵۷–۲۰ سپتامبر ۱۹۳۷) جراح مغز و اعصاب و آسیب‌شناس اهل آلمان بود. 
وی دانش‌آموختهٔ رشتهٔ پزشکی در دانشگاه هومبولت برلین و یکی از پیشگامان جراحی مغز و اعصاب بود و به‌همراه آتفریت فورستر روش جراحی را برای درمان صرع در آلمان معرفی کردند. وی همچنین مشارکت‌های مهمی در زمینهٔ جراحی پلاستیک و جراحی ترمیمی داشت و یکی از نخستین کسانی بود که از تحریک الکتریکی قشر مغز در حین جراحی استفاده کرد. او همچنین روش‌های نوینی برای جراحی تومورهای مغز و طناب نخاعی ابداع کرد. در جریان جنگ جهانی اول او به‌عنوان جراح ارشد خدمت کرد و پس از جنگ به سفری علمی-پژوهشی به آمریکای لاتین رفت و در آنجا روش‌های جراحی مغز و اعصاب را به چندین کشور منطقه آورد. کراوزه در سال ۱۹۳۱ از پزشکی بازنشسته شد و آخرین سال‌های عمر خود را وقف فعالیت‌های هنری و موسیقی در رم کرد.